# Pisione papillata
Pisione papillata är en ringmaskart som beskrevs av Yamanishi 1976. Pisione papillata ingår i släktet Pisione och familjen Pisionidae. Inga underarter finns listade i Catalogue of Life.